# 縄田雄哉
縄田 雄哉（なわた ゆうや、1982年9月17日 - ）は、日本の俳優、スタントマン、スーツアクター。福岡県出身。ジャパンアクションエンタープライズ所属。

## 来歴・人物
体重59.5キログラム。
男3人兄弟の末っ子。
好きなものは酒と肉、嫌いなものはコロナ。好きな色は黒。趣味は映画鑑賞。
特技は、殺陣・スタント・トランポリン・サッカー。普通自動車運転免許、調理師免許、スクーバダイビングCカード、危険物取扱2種2類・4類、ボイラー2級技士、第2種電気工事士の免許・資格を所有している。
2022年2月22日、自身のTwitterで入籍を発表した。

## 出演

### 特撮テレビドラマ
- スーパー戦隊シリーズ（テレビ朝日）
  - 特捜戦隊デカレンジャー（2004年 - 2005年）
  - 魔法戦隊マジレンジャー（2005年 - 2006年） - 冥府神[7]（トード[8]）
  - 轟轟戦隊ボウケンジャー（2006年 - 2007年）
  - 特命戦隊ゴーバスターズ（2012年 - 2013年）
  - 烈車戦隊トッキュウジャー（2014年 - 2015年）
  - 手裏剣戦隊ニンニンジャー（2015年 - 2016年） - カップル男 役
  - 動物戦隊ジュウオウジャー（2016年 - 2017年）
  - 快盗戦隊ルパンレンジャーVS警察戦隊パトレンジャー（2018年 - 2019年）
  - 魔進戦隊キラメイジャー（2020年 - 2021年）
  - 機界戦隊ゼンカイジャー（2021年）
  - 王様戦隊キングオージャー（2023年） - キングキョウリュウレッド[9][3]
- 仮面ライダーシリーズ（テレビ朝日）
  - 仮面ライダー響鬼（2005年 - 2006年） - サッカー部員 役
  - 仮面ライダーカブト（2006年 - 2007年）
  - 仮面ライダー電王（2007年 - 2008年） - 八木 役
  - 仮面ライダーウィザード（2012年 - 2013年）
  - 仮面ライダードライブ（2014年 - 2015年）
  - 仮面ライダーゴースト（2015年 - 2016年） - 仮面ライダーゲンム レベル2[10]
  - 仮面ライダーエグゼイド（2016年 - 2017年） - 仮面ライダーゲンム[11]（レベル2[12] / レベルX[13]）、仮面ライダーエグゼイド（代役）
  - 仮面ライダービルド（2017年 - 2018年）
  - 仮面ライダージオウ（2018年 - 2019年） - 仮面ライダーゲイツ[14][11]、仮面ライダーカリス[15]、仮面ライダーガタック[16]、仮面ライダーゼロノス[17] 他[18]
  - 仮面ライダーゼロワン（2019年 - 2020年） - 仮面ライダーゼロワン[19]
  - 仮面ライダーセイバー（2020年 - 2021年） - 仮面ライダーリバイ（増刊号）[20][21]
  - 仮面ライダーリバイス（2021年 - 2022年） - 仮面ライダーリバイ[22][21] / 仮面ライダージャックリバイス（一輝変身時）[23] / 仮面ライダーリバイス[24]、仮面ライダーエビル（第26話代役）[25]、カップル男 役
  - 仮面ライダーギーツ（2022年 - 2023年） - 仮面ライダーバッファ[26][2]、仮面ライダーギャーゴ[27]
  - 仮面ライダーガッチャード（2023年 - 2024年） - 仮面ライダードレッド[28][2][4]、仮面ライダーレジェンド[29][4]（ゴージャスゼロツー[30]）、ドレッドルーパー[4]
  - 仮面ライダーガヴ（2024年 - 2025年） - 仮面ライダーガヴ[31]、ショウマ・ストマック（吹き替え）[32]、ブーシュ・ストマック[33]、ゾンブ・ストマック[33]

### テレビドラマ
- 金曜エンタテインメント「事件調査員・南条真琴」（2005年、フジテレビ）
- 大河ドラマ / 義経（2005年、NHK） - 兵士 役
- きょうの健康（2006年、NHK） - 体操のお兄さん（レギュラー）
- 西遊記（2006年、フジテレビ）
- 逃亡者 おりん（2007年、テレビ東京） - 水鬼 役
- 黒い春（2007年、WOWOW）
- アルティメットクラブ（2007年、サイエンスチャンネル） - 堀田良和 役
- あんみつ姫の大冒険! （2008年1月6日、フジテレビ）[34]
- 陽炎の辻2〜居眠り磐音 江戸双紙〜 第11話（2008年11月15日、NHK総合） - 仁科 役[35]
- ロスタイムライフ（2008年、フジテレビ） - 第7話ゲスト
- あんみつ姫2 （2009年1月11日、フジテレビ） - 我滅家来 役
- ゴーストフレンズ（2009年、NHK） - 学生 役（第9話・最終話）
- 東京DOGS（2009年、フジテレビ） - 甲斐崎の部下 役（第8話）
- BS時代劇 / 塚原卜伝（2011年、NHK BSプレミアム） - 武装門番 役（第2・4・5話）
- 戦国★男士（2011年、テレビ神奈川 他） - 片平親綱 役
- 特命係長 只野仁ファイナル（2012年、テレビ朝日） - チンピラ 役
- ドラマW / MOZU Season2〜幻の翼〜（2014年、WOWOW） - 公安2、犯人 役（第1・5話）
- プラチナエイジ（2015年、東海テレビ） - 若者A 役（第6週27話）
- 警部補 佐々木丈太郎 8（2016年、フジテレビ）
- 相棒 season19 第11話（2021年1月1日、テレビ朝日） - スタント[36]

### 映画
- 男たちの大和（2005年、東映）
- 亡国のイージス（2005年、松竹）
- 日本沈没（2006年、東宝）
- 大帝の剣（2007年、松竹）
- 20世紀少年（2008年、東宝） - ヤクザ 役
- TAJOMARU（2009年、ワーナー・ブラザース） - 賤民 役
- 劇場版TRICK 霊能力者バトルロイヤル（2010年、東宝） - 村人 役
- セカンドバージン（2011年、東宝） - 長谷川吹き替え
- テンペスト（2011年）
- 漫才ギャング（2011年、角川映画）
- 宇宙兄弟（2012年、東宝） - 日々人吹き替え
- BRAVE HEARTS 海猿（2012年、東宝） - 山路特救隊2 役
- 天地明察（2012年、松竹） - 狙撃者 役
- 暗殺教室〜卒業編〜（2016年、東宝） - 自衛隊員 役
- ぐらんぶる（2020年、ワーナー・ブラザース） - アクションクルー[37]
- セイバー+ゼンカイジャー スーパーヒーロー戦記（2021年、東映） - 仮面ライダーゼロワン[38]、仮面ライダーリバイ[20][21]
- スーパー戦闘 純烈ジャー（2021年、東映） - 純レッド[39]
- スーパー戦闘 純烈ジャー 追い焚き☆御免（2022年、東映） - 純レッド[40]
- 仮面ライダーシリーズ（東映）
  - 劇場版 仮面ライダー剣 MISSING ACE（2004年）[41]※ノンクレジット
  - 劇場版 仮面ライダー響鬼と7人の戦鬼（2005年）
  - 劇場版 仮面ライダーカブト GOD SPEED LOVE（2006年）[42]※ノンクレジット
  - 劇場版 仮面ライダードライブ サプライズ・フューチャー（2015年）
  - 仮面ライダー1号（2016年）
  - 仮面ライダー平成ジェネレーションズ Dr.パックマン対エグゼイド&ゴーストwithレジェンドライダー（2016年） - ゲノムス[10]
  - 仮面ライダーアマゾンズ THE MOVIE 最後ノ審判（2018年） - 仮面ライダーアマゾンネオアルファ[11]
  - 平成仮面ライダー20作記念 仮面ライダー平成ジェネレーションズ FOREVER（2018年） - 仮面ライダーゲイツ[43]
  - 劇場版 仮面ライダージオウ Over Quartzer（2019年）[44]
  - 仮面ライダー 令和 ザ・ファースト・ジェネレーション（2019年） - 仮面ライダーゼロワン[45] / 仮面ライダー001[45]、仮面ライダーゲイツ[46]
  - 劇場版 仮面ライダーゼロワン REAL×TIME（2020年）[47] - 仮面ライダーゼロワン[48]
  - 劇場版 仮面ライダーリバイス（2021年） - 仮面ライダーリバイ[20][21]
  - 仮面ライダー ビヨンド・ジェネレーションズ（2021年） - 仮面ライダーリバイ[49]
  - 劇場版 仮面ライダーリバイス バトルファミリア（2022年） - 仮面ライダーリバイ[50]、仮面ライダー五十嵐[51]
  - 仮面ライダーギーツ×リバイス MOVIEバトルロワイヤル（2022年） - 仮面ライダーリバイ[52]
  - 映画 仮面ライダーギーツ 4人のエースと黒狐（2023年） - 仮面ライダーバッファ[53]
  - 仮面ライダー THE WINTER MOVIE ガッチャード&ギーツ 最強ケミー★ガッチャ大作戦（2023年） - 仮面ライダーバッファ[54]
  - 仮面ライダーガッチャード ザ・フューチャー・デイブレイク（2024年）
  - 仮面ライダーガヴ お菓子の家の侵略者（2025年）
- スーパーヒーロー大戦シリーズ（東映）
  - 仮面ライダー×スーパー戦隊×宇宙刑事 スーパーヒーロー大戦Z（2013年）
  - スーパーヒーロー大戦GP 仮面ライダー3号（2015年）
  - 仮面ライダー×スーパー戦隊 超スーパーヒーロー大戦（2017年）
- スーパー戦隊シリーズ（東映）
  - 劇場版 動物戦隊ジュウオウジャーVSニンニンジャー 未来からのメッセージ from スーパー戦隊（2017年） - アカニンジャー[55]
  - 機界戦隊ゼンカイジャー THE MOVIE 赤い戦い! オール戦隊大集会!!（2021年）[56]

### オリジナルビデオ
- スーパー戦隊シリーズ
  - 轟轟戦隊ボウケンジャーVSスーパー戦隊（2007年） - アバレブラック[要出典]
  - 帰ってきた特命戦隊ゴーバスターズVS動物戦隊ゴーバスターズ（2013年）
  - 帰ってきた手裏剣戦隊ニンニンジャー ニンニンガールズVSボーイズ FINAL WARS（2016年）
  - テン・ゴーカイジャー（2022年）[57]
  - 暴太郎戦隊ドンブラザーズVSゼンカイジャー（2023年）
  - 王様戦隊キングオージャーVSキョウリュウジャー（2024年） - キングキョウリュウレッド[58][3]
- 仮面ライダーシリーズ
  - 仮面ライダードライブ シークレット・ミッション type HIGH-SPEED! ホンモノの力! タイプハイスピード誕生!（2015年）
  - 仮面ライダードライブ シークレット・ミッション type TOKUJO（タイプ・特状）（2015年）
  - 仮面ライダーエグゼイド [裏技]仮面ライダースナイプ エピソードZERO（2017年）
  - ROUGE（2018年） - 候補者C 役
  - ビルド NEW WORLD 仮面ライダーグリス（2019年）
  - 仮面ライダージオウ NEXT TIME ゲイツ、マジェスティ（2020年） - 仮面ライダーゲイツ[59]
  - てれびくん超バトルDVD 仮面ライダーゼロワン『カンガルーからナニが飛び出す？ソンナの自分でカンガルー！はい、或人じゃないと!!』（2020年）
  - ゼロワン Others 仮面ライダー滅亡迅雷（2021年） - 仮面ライダー滅亡迅雷[60]
  - ゼロワン Others 仮面ライダーバルカン&バルキリー（2021年） - 仮面ライダー滅亡迅雷[61]
  - てれびくん超バトルDVD 仮面ライダーリバイス コアラVSカンガルー!!結婚式のチューしんで愛をさけぶ!?（2022年）
  - てれびくん超バトルDVD 仮面ライダーリバイス 2号ライダーはじめました～♪（2022年）
  - リバイスForward 仮面ライダーライブ&エビル&デモンズ（2023年） - 仮面ライダーエビル[62]
  - てれびくん超バトルDVD 仮面ライダーギーツ どやさ!? 男だらけのデザイアグランプリ 王蛇はオレだー!!（2023年） - 警備員 役[63]、仮面ライダーバッファ[64]
  - よろずや!?ミッチー親方の一日（2023年） - 仮面ライダーバッファ 役[65]
  - 仮面ライダーギーツ ジャマト・アウェイキング（2024年） - 仮面ライダーバッファ[66]
  - 仮面ライダーガッチャード GRADUATIONS（2025年）

### ネットムービー
- ネット版 仮面ライダーウィザード イン マジか!?ランド（2013年） - ライダーマン
- 仮面ライダーゴースト 伝説!ライダーの魂!（2016年）
- 仮面ライダーエグゼイド [裏技]ヴァーチャルオペレーションズ（2016年）
- 仮面ライダーエグゼイド [裏技]仮面ライダーゲンム（2017年） - 仮面ライダーゲンム[67]
- 仮面ライダージオウ スピンオフ PART2『RIDER TIME 仮面ライダー龍騎』（2019年）
- 仮面ライダーゲンムズ ―ザ・プレジデンツ―（2021年） - 仮面ライダーゲンム[68]
- 仮面ライダーリバイス The Mystery（2022年）
- ギーツエクストラ 緊急特番 蔵出し！デザグラスペシャル（2023年） - ポーンジャマト[69]
- 仮面ライダーガッチャードVS仮面ライダーレジェンド（2023年） - 仮面ライダーレジェンド[70]、仮面ライダーディケイド[71]
- ギーツエクストラ 仮面ライダーゲイザー（2024年） - 仮面ライダーゲイザーゼロ[72]
- 仮面ライダー 令和のゴージャス運動会（2024年、YouTube） - 仮面ライダーガヴ
- 王様戦隊キングオージャー IN SPACE（2024年）
- ナンバーワン戦隊ゴジュウジャー アニバーサリー討論会（2025年、YouTube） - 仮面ライダーレジェンド

### 舞台
- ラヴシーン（2005年、銀河劇場）
- ブロードウェイミュージカル「ピーターパン」（2008年 - 2010年、国際フォーラム 他） - インディアン 役
- ソウガ（2009年、全労済ホール スペース・ゼロ） - アンサンブル
- Endless SHOCK（2010年2 - 3月、帝国劇場） - アンサンブル
- 琉球ロマネスク「テンペスト」（2011年、赤坂ACTシアター / 新歌舞伎座） - アンサンブル
- Endless SHOCK（2012年、帝国劇場 / 博多座） - アンサンブル
- 一騎当千（2012年、博品館） - 楽就 役、アンサンブル
- Endless SHOCK（2013年 - 2015年、帝国劇場） - アンサンブル
- Endless SHOCK（2013年 - 2014年、梅田芸術劇場 / 博多座） - アンサンブル
- マクベス（2013年、シアターコクーン） - マクベス城の召使い 役
- 劇団BRATS 第6回公演『西遊記ゑん戯2〜EVOLUTION〜』（2014年12月3日 - 7日、笹塚ファクトリー） - マトイ 役[73][74]
- コクーン歌舞伎「三人吉三」（2014年、シアターコクーン） - アンサンブル
- KABUKI SPECTACLE（2015年、ラスベガス） - アンサンブル
- 歌舞伎NEXT「阿弖流為」（2015年、新橋演舞場 / 松竹座） - アンサンブル
- Koi-Tsukami "Fight with a Carp"（2015年、ラスベガス ベラージオ）
- 劇団☆新感線興行「乱鶯」（2016年、新橋演舞場 他） - アンサンブル
- 劇団☆新感線「髑髏城の七人」season花（2017年、IHIステージアラウンド東京） - アンサンブル
- 劇団☆新感線「髑髏城の七人」season風（2017年、IHIステージアラウンド東京） - アンサンブル
- 劇団☆新感線「髑髏城の七人」season極（2017年、IHIステージアラウンド東京） - アンサンブル

### CM
- nike run caravan（2005年） - ランナー 役
- 京都銀行（2005年） - ゴールキーパー 役
- 静岡放送「デジタルいちばんSBS」（2005年） - 侍 役

### イベント
- ジャパンアニメライブ（2010年、海外公演） - 百哉 役
- ドラマティック・ライブステージ「IRIS」（2010年、大阪城ホール / さいたまスーパーアリーナ） - アクションクルー
- JAE NAKED LIVE「がんばろう 日本！」（2011年）

### MV
- FANTASTICS from EXILE TRIBE
  - 『Got Boost?』（2024年） - 仮面ライダーガヴ[75]
  - 『Candy Blaze』（2025年） - 仮面ライダーガヴ[76]